# 우라와 레드 다이아몬즈
우라와 레드 다이아몬즈(일본어: 浦和レッドダイヤモンズ 우라와 렛도 다이야몬즈[*], 영어: Urawa Red Diamonds)는 J리그에 속한 프로축구 클럽으로 사이타마현 사이타마시를 연고지로 삼고 있다. 약칭은 우라와 레즈(浦和レッズ 우라와 렛즈[*])이며 미쓰비시 중공업이 대주주이다.

## 역사

### 창단부터 2006년까지
1950년 미쓰비시 중공업 축구부로 창단되었다. 현재 클럽의 닉네임인 레드 다이아몬즈는 원래 미쓰비시 그룹의 로고인 쓰리 다이아몬드에 빨강을 입힌 것이다. 미쓰비시 중공업 축구부는 각종 대회에 참가해 천황배 4회 우승(3회 준우승)을 거두는 등 좋은 성적을 거두었으며 1990년 축구부가 미쓰비시 중공업에서 미쓰비시 자동차 공업으로 이관되면서 미쓰비시 자동차 공업 축구부로 명칭 변경을 하였고  업무(자동차) 쪽으로 밀접한 관계를 가진 울산 현대와 초청경기를 프로 진출 이전까지 자주 가졌다.
미쓰비시 중공업 축구부와 미쓰비시 자동차 축구부는 JSL 시절 도쿄 국립 경기장과 도쿄 23구의 하나인 기타구에 소재한 니시가오카 축구전용구장에서 대부분의 홈경기를 개최했으며 미쓰비시 중공업의 본사가 도쿄에 있었기 때문에 1993년 J리그 출범 당시 도쿄를 연고지로 출범할 계획이었다. 이에 따라 에도가와구 육상경기장을 홈 경기장으로 정하고 연고지를 신청했지만해당 경기장의 수용인원 미달 문제로, 미쓰비시는 에도가와구청과 증개축에 관하여 협상을 진행하지만 난항을 겪었다. 협상이 난항을 겪자 가와부치 사부로 당시 J리그 회장은 미쓰비시 자동차와 우라와시를 연결해 주었고, 연고지 선정이 급했던 미쓰비시와 우라와시의 협상은 순조롭게 진행되어, 결국 미쓰비시는 우라와로 연고지를 선정하고 '우라와 레드 다이아몬즈'가 되었다
1993년 원년 J리그 종합순위 최하위를 기록한 것을 비롯해 중하위권을 맴돌다가 1999년에는 골득실 1점차로 아비스파 후쿠오카에게 밀려서 J2리그로 강등되기도 했지만, 이듬해인 2000년도에는 시즌 최종전까지 오이타 트리니타와 2위 경합전을 벌인 끝에 J1리그에 복귀할 수 있었다.
2001년 9월, 사이타마 내에 2002년 FIFA 월드컵 경기장인 사이타마 스타디움 2002이 완공됨에 따라, 우라와 코바마 경기장을 주 홈경기장으로 사용하고 사이타마 스타디움 2002은 부 홈경기장으로 사용할 예정이었다. 하지만 코바마 경기장의 수용인원 부족에 따라 점차 사이타마 스타디움 2002을 홈경기장으로 쓰게 되었다.
재승격 이 후에는 팀이 정상궤도에 들어서 2003년 야마자키 나비스코컵, 2004년 후기리그, 2005년 천황배에서 우승을 따냈으며 2006년에는 제록스 슈퍼컵, J1리그, 천황배를 싹쓸이하는 기염을 토한다.

### 2007년
AFC 챔피언스리그 2007 조별 예선에서 E조 1위를 차지하여 8강에 진출하였고, 이후 AFC 챔피언스리그 2006 우승 팀인 전북 현대 모터스와 K-리그 2007 1위를 달리던 성남 일화 천마를 연달아 꺾으며 결승에 진출하였고, 결승전에선 이란의 세파한 FC를 꺾고 우승컵을 차지했다.
AFC 챔피언스리그 2007에서 우승을 함으로써 2007년 FIFA 클럽 월드컵의 출전 자격을 획득하였고 이에 따라 이 대회에도 참가하였다. 토너먼트 방식의 이 대회에서 AFC 챔피언스리그 2007 준우승 팀인 세파한 FC와 리턴 매치를 가지게 되었으나 또 다시 세파한 FC를 꺾고 UEFA 챔피언스리그 2006-07 타이틀을 보유한 AC 밀란과 접전을 벌인 끝에 0-1로 패했다. 이후 3,4위 전에서 에투알 뒤 사엘을 승부차기 끝에 꺾고 이 대회 3위에 올랐다.
이러한 국제 무대의 자랑스런 기록들과는 달리, 정규리그에서는 막판에 가시마 앤틀러스에 1위 순위를 내주며 2위에 그쳤다.
한편, 우라와는 위에 서술된 국제적 성과로써 2007년 일본 프로스포츠 대상(日本プロスポーツ大賞)을 수상하기도 했다.

## 선수 명단

### 현역
2025년 2월 28일 기준
참고: FIFA 자격 규정에 따라 소속된 국가대표팀 국기를 표시합니다. 선수는 복수의 FIFA 비회원국 국적을 가지고 있을 수 있습니다.
| 번호 | 포지션 | 국적 | 이름              |
| ---- | ------ | ---- | ----------------- |
| 1    | GK     |      | 니시카와 슈사쿠   |
| 5    | DF     |      | 마리우스 회브로텐 |
| 8    | MF     |      | 마테우스 사비우   |
| 10   | MF     |      | 나카지마 쇼야     |

| 번호 | 포지션 | 국적 | 이름 |
| ---- | ------ | ---- | ---- |

## 역대 감독
| 감독                     | 임기      |
| ------------------------ | --------- |
| 요코야마 겐조            | 1976~1983 |
| 요코야마 겐조            | 1994      |
| 홀거 오지크              | 1995~1996 |
| 호르스트 쾨펠            | 1997      |
| 하라 히로미              | 1998~1999 |
| 요코야마 겐조            | 2000      |
| 기도 부흐발트            | 2004~2006 |
| 홀거 오지크              | 2007~2008 |
| 폴커 핑케                | 2009~2010 |
| 젤코 페트로비치          | 2011      |
| 미하일로 페트로비치      | 2012~2017 |
| 오즈와우두 지 올리베이라 | 2018~2019 |
| 리카르도 로드리게스      | 2021~2022 |
| 마치에이 스코르자        | 2023      |
| 마티아스 회그모          | 2023~2024 |
| 마치에이 스코르자        | 2024 ~    |

## 역대 우승 기록

### 국내 대회
- 우라와 레드 다이아몬즈
  - J리그 디비전 1 (1회) : 2006년
  - 천황배 (2회) : 2005년, 2006년
  - J리그컵 (2회) : 2003년, 2016년
  - 제록스 슈퍼컵 (1회) : 2006년

- 前 미쓰비시 중공업 축구부
  - 일본 사커 리그 (1): 1969
  - 일본 사커 리그 1부 (3): 1973, 1978, 1982
  - 일본 사커 리그 2부 (1): 1989-90
  - 천황배 (4): 1971, 1973, 1978, 1980
  - JSL컵 (2): 1978, 1981

### 국제 대회
- AFC 챔피언스리그 (3회) : 2007년, 2017년, 2022년

## 유명 스폰서
- 보다폰

## 서포터즈
우라와 레드는 J리그 내에서 최대 규모의 서포터즈를 보유하고 있으며, 경기 때마다 욱일기를 흔드는 등 상당한 극우 성향으로 악명이 높다.
2014년 3월에는 일부 서포터즈가 골대 뒤쪽 관중석 출입구에 'Japanese Only'라는 현수막을 걸어놓아서 인종차별 문제로 논란이 일었고, 이로 인해 우라와 구단은 벌금 500만엔 부과와 2014년 3월 23일 시미즈 S펄스전 무관중 경기 개최 징계를 받았다.